# Ґомес
Ґомес (Gomez) — газове родовище в США (шт. Техас), одне з найбільших у країні. Входить у Пермський нафтогазоносний басейн.

## Історія
Відкрите в 1963.

## Характеристика
Початкові промислові запаси 283 млрд м³. Площа 81 км². Приурочене до локального антиклінального підняття розміром 9х20 км. Газоносні нижньопермські, кам'яновугільні, силурійські і нижньоордовикські теригенні і карбонатні відклади на глибині 4384—7022 м. Поклади пластові склепінчасті і масивні. Покришки — щільні карбонатні і галогенні породи. Колектори порові і тріщинні, середня проникність 420 мД, пористість 1,5 %. Початковий пластовий тиск 60 МПа. Газ сухий: СН4 95—97 %, гомологів 0,2 %, СО2 1—2,7 %.

## Технологія розробки
Експлуатується понад 125 свердловин.